# Дорога Наполеона

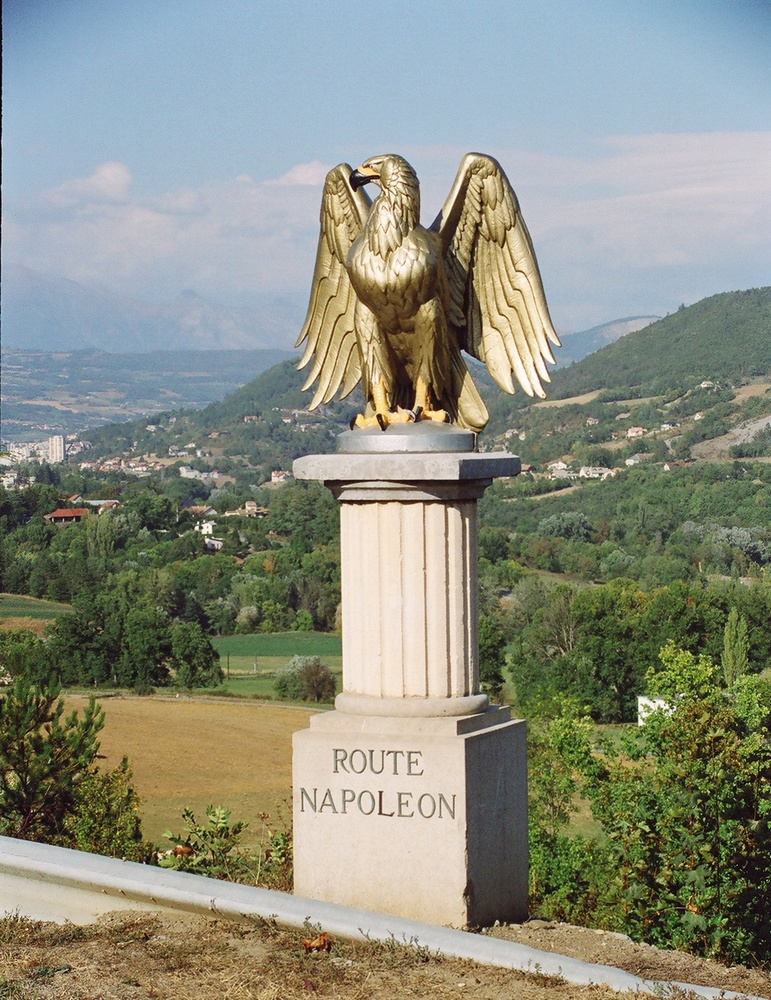
Дорога Наполеона

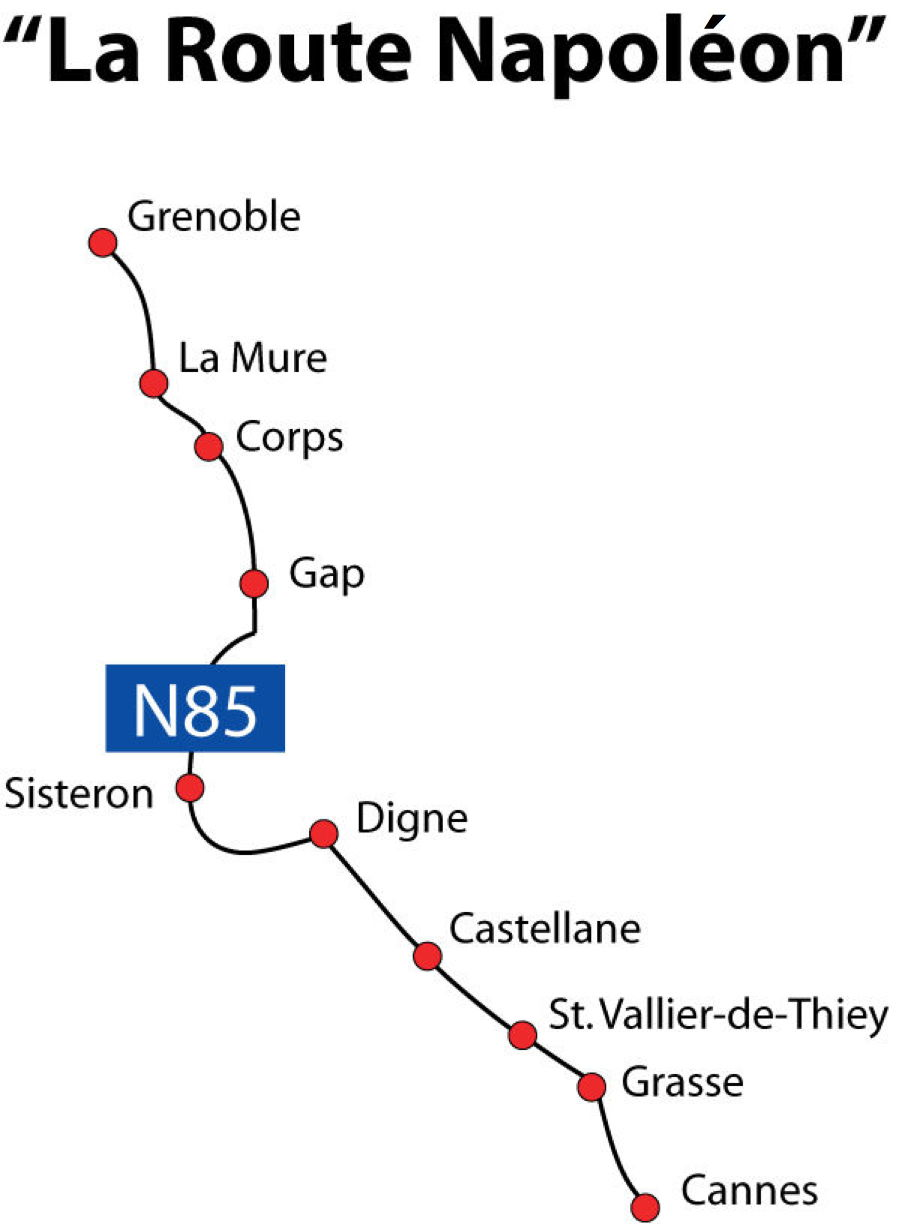
Схема Дороги Наполеона

Дорога Наполеона — шлях, що пройшов Наполеон I після втечі з острова Ельба. Зараз це 325-кілометрова ділянка французького національного маршруту N85.

## Історія
Після висадки 1 березня 1815 року в бухті Гольф-Жюан з армією в 1200 чоловік Наполеон пішов на Грасс і пройшов до Альп по долині річки Дюранс. У той час у деяких місцях цією дорогою було пройти важко. Між Грассом і Дінєм дорога ще не була побудована, і армія імператора пройшла цю ділянку на мулах.
У XX столітті дорога була покращена. Асфальт був прокладений в 1927 році. Назву «Дорога Наполеона» маршрут отримав в 1932 році.

## Маршрут
Дорога Наполеона пролягає через такі міста:
- Антіб
- Грасс
- Сен-Вальє-де-Тьє
- Кастеллан
- Дінь-ле-Бен
- Сістерон
- Гап
- Коль-Баяр[fr]
- Кор
- Ла-Мюр
- Лаффре
- Гренобль